# Karō
I Karō (家老? lit. "anziani della casata") furono samurai di alto rango che rappresentavano i clan e quindi i daimyō durante il Giappone feudale.
Durante il periodo Edo e lo shogunato Tokugawa tramite la legge del Sankin-kōtai ogni daimyō doveva tenere un Karō ad Edo e un altro presso il loro feudo. Un Karō che governava un castello era chiamato Jodai-karō (城代家老?, ciambellano), mentre quello a Edo Edo-karō. Un termine generale per indicare i karō presenti nei domini fu kunigarō (国家老?).
In alcuni domini tale posizione era riferita ai bugyō (奉行?, magistrato) o toshiyori (年寄?, anziani).
Un esempio che coinvolse un karō proviene da uno dei racconti più famosi del Giappone; l'ultimo daimyō del clan Asano dello han di Ako fu Asano Naganori. Fu condannato a compiere seppuku dopo aver reagito a un'umiliazione di Kira Yoshinaka presso il castello di Edo. L'han venne abolito e i samurai di Ako divennero rōnin. Ōishi Kuranosuke, il Jodai-karō di Naganori, si vendicò e viene ricordato come uno dei Quarantasette ronin e come il karō più famoso della storia.
Spesso il ruolo di rōjū aveva molte somiglianze con quello di karō.